# William Ospina
William Ospina Buitrago (Herveo, Tolima, 2 de marzo de 1954) es un poeta, ensayista,novelista y político colombiano. Ganó el premio Rómulo Gallegos con su novela El país de la canela, que forma parte de una trilogía sobre la conquista de la parte norte de Sudamérica. Fue candidato a la Gobernación del departamento del Tolima para las elecciones de 2023.

## Biografía
Nació en Herveo, Tolima, el 2 de marzo de 1954 y pasó su infancia recorriendo el sur colombiano huyendo de la violencia. Su padre, Luis Ospina, enfermero de oficio y músico de vocación cultivó en su hijo una profunda relación con la cultura colombiana. Según Ospina, "en mi casa no había libros, pero en cambio tuvimos todas las canciones".
Pasó su adolescencia en Cali donde ingresó a la Universidad Santiago de Cali a estudiar derecho y ciencias políticas, pero abandonó la carrera para dedicarse a la literatura. Vivió en Europa de 1979 a 1981. Fue redactor de la edición dominical del diario La Prensa de Bogotá (1988 a 1989). Escribió varios ensayos sobre Lord Byron, Edgar Allan Poe, León Tolstói, Charles Dickens, Emily Dickinson, Las mil y una noches, Alfonso Reyes, Estanislao Zuleta, literatura árabe y William Shakespeare.
En 1992 obtuvo el primer Premio Nacional de Poesía del Instituto Colombiano de Cultura. En 1999 recibió el doctorado Honoris causa en Humanidades de la Universidad Autónoma Latinoamericana de Medellín. En 2005 el doctorado honoris causa en Humanidades de la Universidad del Tolima. En 2008 recibió doctorado honoris causa de la Universidad de Santiago de Cali. Fue galardonado con el Premio Rómulo Gallegos 2009 por "El país de la canela".

## Conquista de América, colonia e independencia
En numerosos ensayos y artículos, Ospina ha repasado y comentado la conquista de América y la ha reivindicado como un campo de estudio que tiene aún mucho que decirnos sobre la identidad latinoamericana y sus desafíos sociales, culturales y políticos.
Conmovido e inspirado por la lectura de las Elegías de varones ilustres de Indias del poeta del siglo XVI Juan de Castellanos — el poema más largo de la lengua española y al que se ha referido en numerosas ocasiones como "el descubrimiento poético de América" —, comenzó un camino que le tomaría varios lustros y que lo llevaría a escribir el ensayo Las auroras de sangre — que es al mismo tiempo una exploración de la vida del sacerdote español Juan de Castellanos y de su extenso libro de poemas épicos, escrito en la ciudad de Tunja justo durante los primeros contactos de los europeos con los amerindios Chibchas en la principal ciudad de su cultura Hunza —, y una trilogía de novelas sobre la conquista de América y los primeros viajes de los españoles por el Amazonas.
En 2010 escribió el guion de la obra de teatro: Bolívar, fragmentos de un sueño, producida por Omar Porras, director del Teatro Malandro, en coproducción con el Ministerio de Cultura de Colombia, el Teatro Cristóbal Colón (Colombia), Théâtre Forum-Meyrin (Suiza), GREC Festival de Barcelona (España), Espace Malraux (Francia) y el Centre National de création et de diffusion culturelle de Chateauvallon (Francia).

## Trilogía de guerras, viajes y amores
En 2005 publicó su primera novela, Ursúa, en la que aborda la historia del conquistador español Pedro de Ursúa. Un testimonio dramático de la colonización, fue señalada por Gabriel García Márquez como la mejor novela del año 2005. 
Su segunda novela El país de la canela, que narra el descubrimiento del río Amazonas por parte de Francisco de Orellana y la historia de Gonzalo Pizarro, lo hizo merecedor del Premio Rómulo Gallegos, galardón del habla hispana que otorga Venezuela desde 1967. Lo recibió en Caracas, el domingo 2 de agosto de 2009.
La tercera novela La serpiente sin ojos, narra el viaje de Pedro de Ursúa repitiendo el descenso por el río Amazonas de Francisco de Orellana, pero esta vez en busca del país de las amazonas. La historia termina con el recuento de los crímenes del controvertido conquistador español Lope de Aguirre. Última novela de la trilogía, fue publicada en noviembre de 2012.

## Novelando el Romanticismo
En el año 2015 publicó El año del verano que nunca llegó, novela que interroga los grandes problemas éticos, culturales y estéticos del Romanticismo, al tiempo que le rinde tributo a sus más destacados autores. En ella explora el origen de dos de los más grandes monstruos de Occidente, Frankenstein y el Vampiro (que más tarde le daría origen a la leyenda del Conde Drácula). En un tono que conjuga la novela, el ensayo y el diario de viajes, y como si se refiriera a los desafíos de nuestro propio tiempo, Ospina explica las relaciones entre los fenómenos geológicos y meteorológicos y las transformaciones culturales. 
En el libro entrelaza eventos biográficos de escritores europeos y americanos con experiencia personales del autor. A lo largo del relato trata de resolver el misterio de por qué se ha obsesionado con los personajes de aquel verano oscuro, mientras que "busca darle sentido al mundo y orden al azar".

## Posición política
Ha adoptado posiciones políticas progresistas, como su apoyo decidido a la Revolución bolivariana liderada desde Venezuela por Hugo Chávez, de quien dijo que "bien podría haber hecho algo mucho más profundo y perdurable que inventar el socialismo del siglo XXI: es posible que haya inventado la democracia del siglo XXI". También ha manifestado en repetidas ocasiones su apoyo a una salida negociada al conflicto colombiano. 
El 9 de abril de 2013, en el marco de una movilización por la paz de Colombia que convocó a más de un millón de personas — y 65 años después de la primera Oración por la paz pronunciada por el caudillo colombiano Jorge Eliecer Gaitán —, la exsenadora Piedad Córdoba leyó en la Plaza de Bolívar de Bogotá la segunda Oración por la paz, escrita por William Ospina; un fuerte llamado a que se abran las puertas de la reconciliación en Colombia.
En noviembre de 2013 presentó en Colombia su libro de ensayos Pa' que se acabe la vaina (una especie de continuación de su libro ¿Dónde esta la franja amarilla?), en el que hace un recorrido por la historia política, económica, social y artística de Colombia para explicar de dónde vienen los problemas que enfrenta el país hoy.
Sobre la educación, Ospina piensa que esta inicia mucho antes de la escolarización del infante, y trasciende las aulas de clase. Solo cuando se enseña a pensar es que se logra educación. Además, está influenciada por los medios de comunicación, el intercambio cultural y el cambio constante del mundo. Sin embargo, afirma que a pesar de la historia que acompaña a las naciones, las nuevas generaciones son responsables del futuro, siempre y cuando acepten su pasado y se empoderen de su presente.
En 2022 respaldó la campaña presidencial del exalcalde de Bucaramanga, Rodolfo Hernández quien le ofreció que, de resultar electo, lo nombraría ministro de cultura y ambiente al fusionar estas dos carteras. Se presentó como asesor del movimiento político Liga de Gobernantes Anticorrupción en vísperas de la segunda vuelta presidencial ante Alfonso Prada, jefe de debate de la campaña de Gustavo Petro.

## Recepción del público
Su trabajo y narrativa han sido analizadas y elogiadas por íconos de la literatura latinoamericana. En 1996, Mario Vargas Llosa escribió un artículo de 2 páginas en el periódico El País donde analiza la colección de ensayos Es tarde para el hombre, describiendo el trabajo de Ospina como hechizante y de alta calidad, aunque Vargas Llosa manifiesta no estar de acuerdo con los postulados de estos ensayos, describe al autor como habilidoso fabricante de ficciones sociológicas que transfiere hacia un pasado mítico. En 2005, Gabriel García Márquez catalogó la primera novela de Ospina como ''el mejor libro del año" y Fernando Vallejo afirmó que la prosa utilizada en Ursúa no tiene competidor en la lengua española.
Altus, el periódico universitario de la Universidad Sergio Arboleda publicó un artículo en el que hacen un recuento de las obras del autor y lo describen como un escritor innato que promueve en sus lectores la reflexión sobre infinidad de temas. Un artículo del periódico El mundo Colombia lo describe como un escritor que anima al pensamiento crítico y responsable de la historia, como filósofo que cree que los libros tienen poder para sensibilizar y cambiar una sociedad. Ha sido tema de análisis de artículos de periódicos nacionales e internacionales entre los cuales se destacan El Tiempo, El espectador y El País.
Su obras han sido insumo para reflexiones políticas. En Colombia, un artículo de la Silla Vacía hace una reflexión sobre las políticas de medio ambiente nacionales, basándose en fragmentos de novelas de Ospina. Por su parte en España, el periódico El Mundo, retoma los postulados de unidad nacional del autor para proponer una solución a los problemas con Cataluña.21
El autor ha representado a Colombia como invitado y expositor de múltiples eventos literarios, entre las más recientes se encuentran la feria del libro de Panamá22 y la feria del libro de República Dominicana.23 La revista Arcadia incluyó El año del verano que nunca llegó en su listado de novelas imperdibles de la Feria Internacional del Libro de Bogotá de 2015.

## Premios
- Premio Nacional de Ensayo 1982
- Premio Nacional de Poesía 1992
- Premio Casa de las Américas, Premio de Ensayo Ezequiel Martínez Estrada,  2003
- Premio Romulo Gallegos 2009
- Premio Nacional de Literatura 2006
- Premio al mejor libro de ficción 2006

## Listado de obras por género

### Poesía
- Hilo de arena, 1986
- El país del viento, 1992
- ¿Con quién habla Virginia caminando hacia el agua?, 1995
- Sanzetti, 2018

### Ensayos
- Aurelio Arturo, 1990
- La herida en la piel de la diosa, 1993
- Esos extraños prófugos de occidente, 1994
- Es tarde para el hombre, 1994
- Los dones y los méritos, 1996
- Un álgebra embrujada, 1996
- ¿Dónde está la franja amarilla?, 1996
- Las auroras de sangre, 1999
- Los nuevos centros de la esfera, 2001
- La decadencia de los dragones, 2002
- Por los países de Colombia: ensayos sobre poetas colombianos, 2002
- Lo que le falta a Colombia, 2002
- América Mestiza: el país del futuro, 2004
- La escuela de la noche, 2008
- En busca de Bolívar, 2010
- La lámpara maravillosa, 2012
- Colombia, donde el verde es de todos los colores, 2013
- Pa' que se acabe la vaina, 2013
- El dibujo secreto de América Latina, 2014
- Parar en seco, 2016
- El taller el templo y el hogar, 2018
- Donde crece el peligro, 2024

### Novela
- Ursúa, 2005
- El país de la canela, 2008
- La serpiente sin ojos, 2012 [32]
- El año del verano que nunca llegó, 2015 [33]
- Guayacanal, 2019 [34]
- Pondré mi oído en la piedra hasta que hable, 2023